# Wilhelm Janko
Wilhelm Janko, magyarosan: Jankó Vilmos (Mantova, 1835. december 5. – 1883 után) osztrák katonai történetíró.

## Élete
Magyarországi nemes származású. Részt vett az 1859-es olasz, az 1864-es schleswig-holsteini valamint az 1866-os porosz hadjáratban. Egy ideig a hadtörténeti levéltárban dolgozott, 1883-ban mint kapitányt nyugdíjazták.

## Munkái
1. Laudon, der Soldatenvater. Wien, 1863
2. Österreich in statistischer Beziehung. Wallenstein. Uo. 1867
3. Das Leben des Feldmarschalls Gideon Ernst von laudon. Uo. 1869
4. Lazarus Freiherr von Schwendi, oberster Feldhauptmann und Rath Kaiser Maximilians II. Uo. 1871 (Ism. Századok).
5. Rudolf von Habsburg und die Schlacht bei Dürnkrut am Marchfelde. Uo. 1878
6. Fabel und Geschichte, eine Sammlung historischer Irrthümer und Fälschungen. Uo. 1880
7. Laudon in Gedichten und Liedern seiner Zeitgenossen. Gesammelt und herausgegeben. Uo. 1881